# Cynthia Harvey
Cynthia Harvey (San Rafael, 17 maggio 1957) è un'ex ballerina, coreografa, direttrice artistica e maestra di balletto statunitense.

## Biografia
Nata e cresciuta in California, Cynthia Harvey ha cominciato a studiare danza a Novato durante l'infanzia, facendo anche degli stage estivi alla San Francisco Ballet School e alla School of American Ballet. A 15 anni è stata ammessa a tempo pieno alla School of American Ballet con una borsa di studio.
Nel 1974 Harvey si è unita all'American Ballet Theatre, con cui ha esordito danzando nel ruolo di un paggio ne La bella addormentata coreografata da Twyla Tharp e Glen Tetley. Tre anni più tardi ha fatto da assistente a Michail Baryšnikov mentre lavorava alla sua coreografia per il Don Chisciotte e nel 1978 ha sostituito le prime ballerine Martine van Hamel e Cynthia Gregory nel ruolo di Kitri, grazie al quale è stata promossa al rango di solista. Nel 1979 ha ampliato il proprio repertorio danzando come Myrtha in Giselle e l'anno successivo Natalija Romanovna Makarova l'ha scelta per interpretare Gamzatti nella prima del suo allestimento de La Bayadère.
Nel 1982 è stata proclamata prima ballerina dell'ABT e in questa veste ha danzato molti dei grandi ruoli del repertorio femminile, tra cui Odette e Odile ne Il lago dei cigni, Nikiya ne La Bayadère, Giulietta nel Romeo e Giulietta di Kenneth MacMillan e le eponime protagoniste in Paquita, Les Sylphides e nella Cenerentola di Baryšnikov.
Nel 1988 ha lasciato New York per danzare al Covent Garden con il Royal Ballet per due stagioni, durante le quali ha interpretato la protagonista ne L'uccello di fuoco, Odette e Odile ne Il lago dei cigni, Aurora ne La bella addormentata e nel Symphonic Variations di Frederick Ashton; successivamente è tornata a danzare alla Royal Opera House nel 1993 come prima ballerina ospite nel ruolo di Kitri nel Don Chisciotte di Marius Petipa. Successivamente è tornata a danzare con l'American Ballet Theatre fino al 1996 e diede il suo addio alle scene nello stesso anno ne Il pipistrello alla San Francisco Opera.
Dopo il ritiro dalle scene ha lavorato come maestra di balletto e coreografa. Nel 2008 ha collaborato alla ricostruzione delle coreografie de La bella addormentata per il Balletto Nazionale Norvegese, per cui ha creato una propria edizione di Giselle l'anno successivo. Nel 2010 ha curato le coreografie per un nuovo allestimento de La bella addormentata per l'Hong King Ballet. Grande esperta dell'opera di Makarova, ha ricreato le coreografie della sua Bayadère in numerosi teatri, lavorando come maitresse ospite con compagnie di alto profilo come il Corpo di ballo del Teatro alla Scala, l'Australian Ballet e il Balletto Reale Svedese. Dal 2016 al 2022 è stata la direttrice artistica della Jacqueline Kennedy Onassis School, la scuola di danza affiliata all'American Ballet Theatre.